# کریستیان ماگر
کریستیان ماگر (انگلیسی: Christian Mager؛ زادهٔ ۸ آوریل ۱۹۹۲ ‏(۳۲ سال)) دوچرخه‌سوار اهل آلمان است.
از باشگاه‌هایی که در آن بازی کرده‌است می‌توان به تیم دوچرخه‌سواری اشتاتینگ سرویس گروپ، تیم دوچرخه‌سواری کولت انرژی، و تیم دوچرخه‌سواری اشتاتینگ سرویس گروپ اشاره کرد.